# Nínox de Roti
El nínox de Roti (Ninox rotiensis; syn: Ninox boobook rotiensis) és una espècie d'ocell de la família dels estrígids (Strigidae). A vegades és considerat una subespècie del nínox australià. És endèmic de Roti, una de les illes Petites de la Sonda.
Fou descrit científicament el 1997 pels biólegs australians Ronald Johnstone i JC Darnell a partir d'un exemplar femella recol·lectat en una xarxa de boira el 1990. És més petit que el nínot australià, amb les primàries, el carpó i la cua fortament barrats.

## Taxonomia
Anteriorment es considerava el nínox de Roti una subespècie del nínox australià. Però les anàlisis genètiques i de bioacústica mostraren que és marcadament divergent amb les poblacions australianes d'aquest darrer tàxon, el que va portar a Gwee i els seus col·legues a suggerir que es reclassifiqués com a una espècie separada. El Congrés Ornitològic Internacional, en la seva llista mundial d'ocells (versió 9.1, 2019) reconegué la nova espècie. Tanmateix, altres obres taxonòmiques, com el Handook of the Birds of the World i la quarta versió de la BirdLife International Checklist of the birds of the world (Desembre 2019), el consideren encara una subespècie del nínox australià.